# 祖無頗

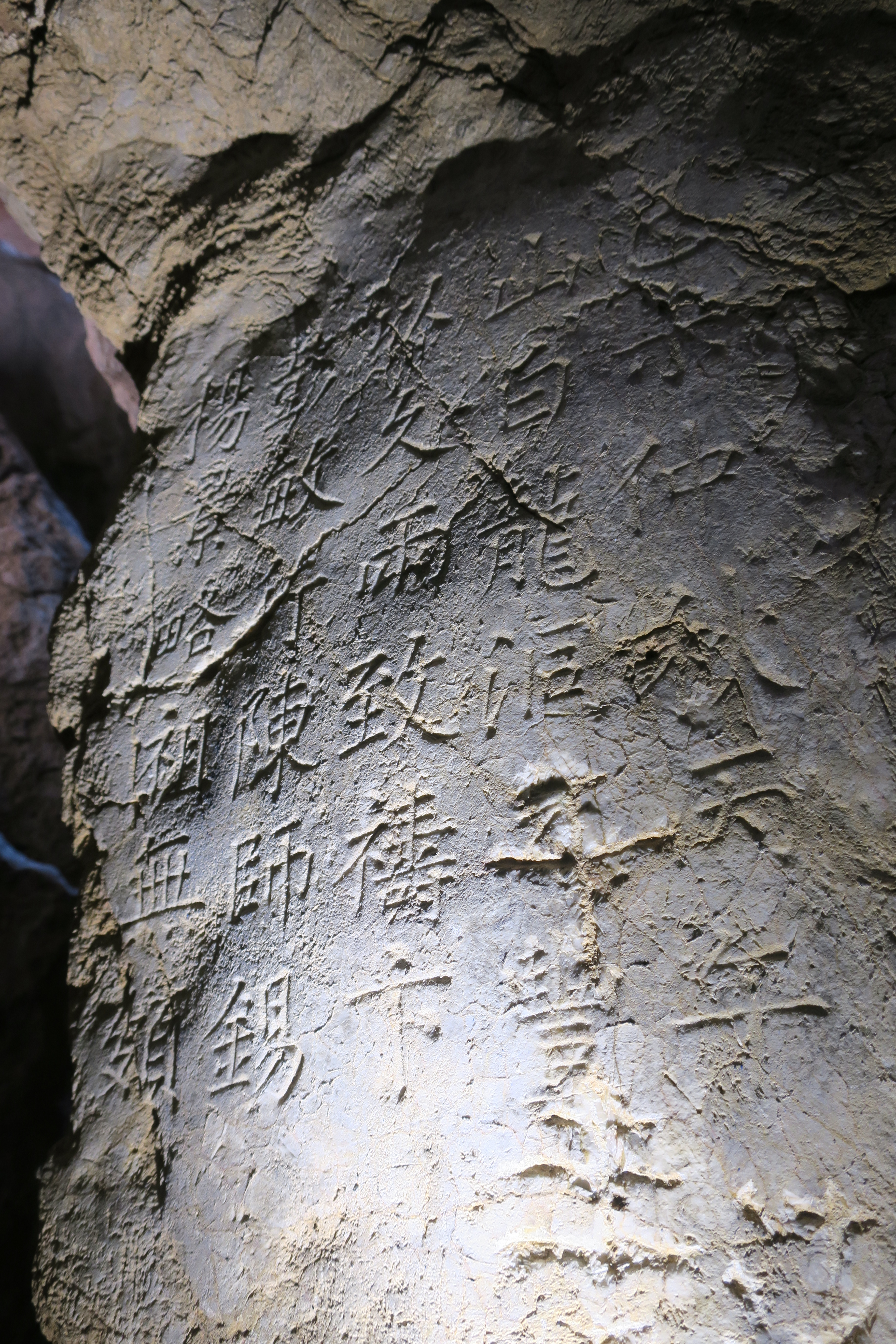
元豐二年（1079），祖無頗與楊景略等人在湖州弁山白龍洞（今黃龍洞）的題名，祖無頗的名字在左下角。

祖無頗，字夷甫。上蔡人。北宋官員、文人。

## 履歷
祖無頗因其父祖士安而蔭補為河南府永安縣尉。授江陵府法曹。移廣安軍渠江縣令。改天平軍節度推官、福州寧德知縣。在任期間仍學習不倦，遂參加鎖廳試，中進士。改大理寺丞、荊門軍簽判，不久移任化州知州。治平四年（1067），以國子博士，通判登州。熙寧初年，转虞部员外郎，通判婺州。元豐三年（1080），為九江守。因治理能力突出，被召為權開封府推官。在祖無頗的治理下，開封的監獄空無一人，開封尹王存上表，朝廷賜祖無頗銀絹，以資獎勵。不久，祖無頗負責修築京城的工程，他指揮十餘萬民夫順利完成了任務，受賜金紫。元豐八年（1085），為了安葬亡兄祖無擇，祖無頗求任潁州知州。後轉邢州知州。移利州路提刑。為了贍養貧窮的族人，祖無頗請求朝廷授予自己宮觀官（這種職位沒有實際職任，但可以拿俸祿），遂授提舉西京嵩山崇福宮。祖無頗將拿到的所有俸祿，都用來資助別人。授福建路提刑。元祐八年（1093），卸任歸家。正月二十日，以疾卒于餘杭江亭，享年六十五歲。贈宣奉大夫。